# Lindsay Whalen
Lindsay Marie Whalen (* 9. Mai 1982 in Hutchinson, Minnesota) ist eine ehemalige US-amerikanische Basketballspielerin. Bis 2018 spielte sie für die Minnesota Lynx in der Women’s National Basketball Association. Die 1,75 Meter große Whalen wurde hauptsächlich auf der Position des Point Guards eingesetzt. Mittlerweile betreut sie das Damenteam der heimischen Universität und wurde 2022 in die Naismith Memorial Basketball Hall of Fame und 2023 in die Women’s Basketball Hall of Fame aufgenommen.

## Karriere

### College
Auf dem College spielte Whalen für das Team der University of Minnesota. Dabei führte sie 2004 die Minnesota Golden Gophers zum bisher einzigen Mal in die Runde der besten vier Universitätsteams des Landes.

### WNBA (2004–2018)
Nach mehreren Auszeichnungen während ihrer High School- und Collegezeit wurde Whalen im WNBA Draft 2004 von den Connecticut Sun an vierter Stelle des Drafts ausgewählt. Für das Team der Sun spielte sie insgesamt fünf Saisons in der WNBA. Sie zählte dabei fast immer zur Startformation des Teams und erreichte in ihren ersten beiden WNBA-Spielzeiten zweimal die Finals. 2004 gingen diese gegen das Team der Seattle Storm und 2005 gegen die Sacramento Monarchs verloren. Am 12. Januar 2010 wurde sie zu den Minnesota Lynx transferiert. Mit dem Team aus ihrem Heimatstaat erreichte sie sechsmal die WNBA-Finals und gewann dabei in den Jahren 2011, 2013, 2015 und 2017 viermal den WNBA-Meistertitel. Whalen zählte regelmäßig zu den besten Assist-Geberinnen der Liga und wurde dreimal als beste der Liga ausgezeichnet. Mit insgesamt vier Titeln und acht Finalteilnahmen zählt Whalen zu den erfolgreichsten Spielerinnen der WNBA. 2018 hat Whalen das Ende ihrer professionellen Karriere in der WNBA bekannt gegeben.
Bis zu diesem Zeitpunkt bestritt Whalen in 15 WNBA-Saisons in der regulären Saison 480 Spiele, dabei stand sie 476 Mal in der Startformation und erzielte 5523 Punkte, 1459 Rebounds und 1813 Assists. In 82 Playoff-Partien (davon 82 in der Startformation) erzielte sie 953 Punkte, 214 Rebounds und 278 Assists.
2021 wurde sie unter die 25 Greatest Players in WNBA History gewählt.

### Europa
In der Saisonpause der WNBA spielt Lindsay Whalen wie viele WNBA-Spielerinnen in Europa. Sie stand dabei für Teams aus Russland, Tschechien und der Türkei auf dem Platz. Zuletzt spielte sie in der Saison 2014/15 dabei für das türkische Team von Agü Spor Kayseri.

### Nationalmannschaft
Auch im Team der US-amerikanischen Nationalmannschaft ist Whalen sehr erfolgreich. Sie gewann die Goldmedaille bei den Olympischen Spielen 2012 in London und bei den Olympischen Spielen 2016 in Rio. Außerdem wurde sie mit dem US-Team 2010 und 2014 Basketball-Weltmeister. Zu Beginn ihrer Karriere gewann sie zusätzlich den Titel bei der Juniorenweltmeisterschaft 2003.

### Trainer
Seit 2018 ist Whalen an ihrer ehemaligen Universität tätig und die trainiert die Frauenbasketballmannschaft der Minnesota Golden Gophers.